# ميعة

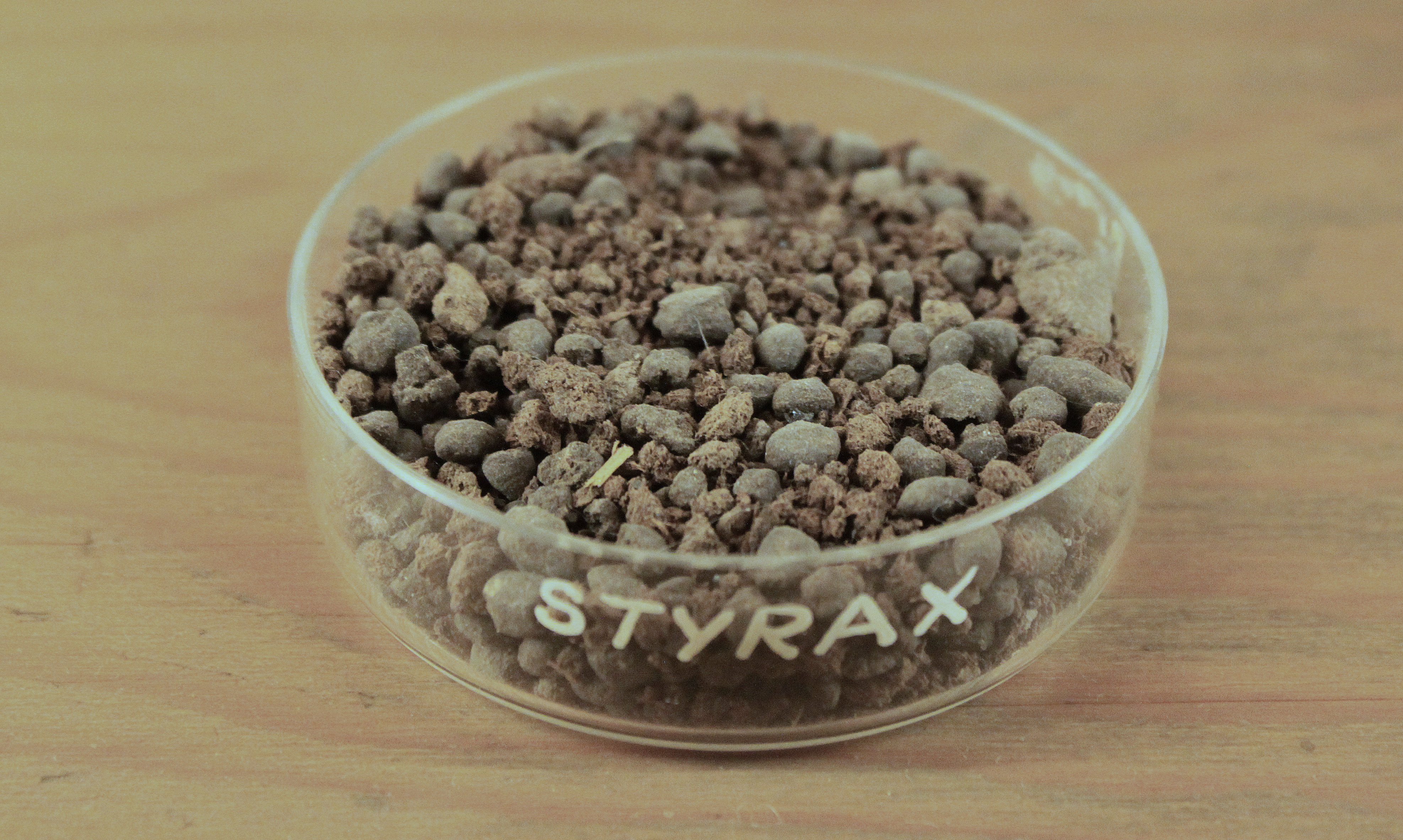
ميعة جامدة.

المَيْعَة أو المَيْعَة الجامدة أو عَسَل اللُبْنَى أو عَسَل الرُومَان أو لُبْنَى الرُهْبَان (لأن الرهبان كثيرًا ما يبخّرون بها الكنائس والهياكل) أو الأَصْطُرَك (من اليونانية: سْتُرَكْسْ) هو الراتنج الطبيعي الذي يستخرج من لحاء شجرة اللُبْنَى.